# サイレントヒルf
『サイレントヒルf』（サイレントヒル エフ、SILENT HILL f）は、コナミデジタルエンタテインメントから2025年9月25日に発売予定のホラーゲーム。『サイレントヒル』シリーズの作品であり、短編の『サイレントヒル: ザ ショートメッセージ』を除けば10年以上を経た完全新作となる。対応機種はPlayStation 5、Xbox Series X/S、PC（Steam、Epic Games、Microsoft Store）。

## 概要
2022年、シリーズの最新情報を届ける情報番組「SILENT HILL Transmission」にてティザームービーと共に発表された。その後、2025年3月に具体的なゲーム内容が発表され、同年6月5日配信のState of Playにて、発売日が2025年9月25日と発表された。
1960年代の日本の田舎町を舞台とし、「美しいがゆえに、おぞましい。」というコンセプトを基に和テイストを前面に押し出した作品となる。過去作はアメリカ合衆国の架空のリゾート地「サイレントヒル」を主な舞台としていたが、今作はシリーズでも初となる日本を舞台としている。これに関してプロデューサーの岡本基は、本シリーズは元々は和風ホラーと西洋ホラーのエッセンスが融合していたが、徐々に和風テイストが失われて西洋色が強くなり過ぎたが故に、大胆に和風ホラーを100％にしたくなったと語っている。舞台となる「戎ヶ丘」（えびすがおか）のモデルは岐阜県下呂市金山町。
シナリオには07th Expansionの竜騎士07（『ひぐらしのなく頃に』『うみねこのなく頃に』など）を招き、表世界の音楽にはシリーズでお馴染みの山岡晃を起用。裏世界の音楽は稲毛謙介が担当する。竜騎士07と関係の深い作曲家daiとxakiも音楽に参加する。キャラクター・クリーチャーデザインは『NG』などに携わったイラストレーターのkeraが担当。開発は『バイオハザード レジスタンス』や『デッドライジング デラックスリマスター』などに携わった香港のゲーム開発会社ネオバーズが手掛け、ディレクターは同社のアル・ヤンが務める。
平凡な日常を過ごしていた主人公が、突如霧に包まれ、変貌していく町で生き残りをかけて探索していき、向かい合わなければならなかった選択と向き合う、「美しくもおぞましい選択の物語」が描かれる。最初のエンディングを終えた時点では多くの謎が残されると発表されている。作中の表現は舞台となる1960年代の世相や慣習に基づく。加えて「性差別や児童虐待、いじめ、薬物による幻覚、拷問、強い暴力表現」も含む過激な内容になるとされ、シリーズとしては初のCERO：Z（18才以上のみ対象）となる。また、従来通りのホラーアクションとしては『サイレントヒル3』以来となる10代の少女を主人公とする。
『サイレントヒル』シリーズでは外伝として位置付けられており、ファンも新規ユーザーも楽しめるゲームになるとされる。一方、従来のシリーズファンがニヤリとする要素も組み込まれているという。

## 登場人物
深水 雛子（しみず ひなこ）
演 - 加藤小夏
本作の主人公。戎ヶ丘に住む高校生。親、友人、環境、世間体などに求められる理想の姿に翻弄され、笑わなくなって久しい。それでも思春期相応の平凡な日常を送っていたが、霧に包まれておぞましく変貌した町にて生き延びる為の戦いを余儀なくされる。
岩井 修（いわい しゅう）
演 - 大崎捺希
雛子の幼馴染。この時代に珍しく、異性にも分け隔てなく交流する少年。薬師の家系で、薬の知識や扱いに長けている。
西田 凜子（にしだ りんこ）
演 - 飯島優花
雛子の友人。世話焼きでお節介焼きの委員長タイプ。流行りの情報や色恋の知識も豊富。修が少し気になっている。
五十嵐 咲子（いがらし さくこ）
声 - 合田絵利
雛子の友人で、神社の神主の娘。行事の際には巫女姿で手伝いをしている。マイペースな性格で、「妖精」が見える天然タイプ。

## バケモノ
本作におけるクリーチャー。
カシマシ
女性型の球体関節人形のようなバケモノ。全身に痛々しい傷があり、両目部分は焼き爛れたかのように潰れている。
ぎこちない不気味な動きで接近し、手にした包丁で襲い掛かる。
アヤカカシ
セーラー服を着た女子学生の姿に、ひび割れた無機質な顔を持つ案山子のバケモノ。
カシマシ同様のぎこちない動作で、武器の鎌で攻撃する。
オイオモイ
無数の市松人形の頭や手足の集合体のような上半身と、スカートを穿いた人形の下半身で構成されたバケモノ。
ケンケンパのような動作で移動し、赤ん坊のような不気味な鳴き声を発しながら精神攻撃を繰り出す。
アラアバレ
彼岸花などの花々と、無数の臓物が集まった巨大な肉塊のようなバケモノ。
腹部に大きな口があり、右腕は巨大な刃、左腕は太い触手のような形状となっている。